# Good Country Index

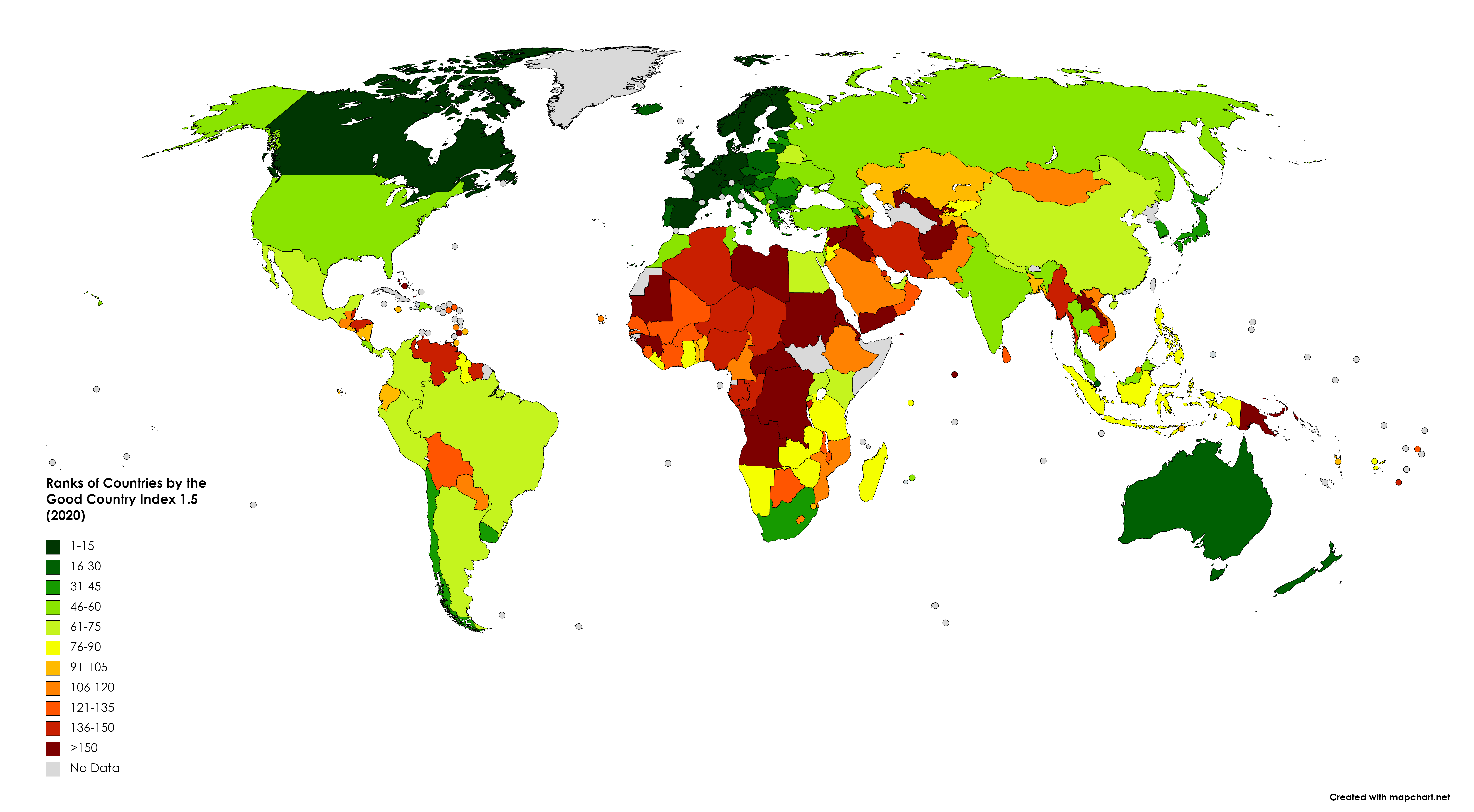
Рейтинги країн за індексом хорошої країни 1,2 (2017)

Індекс "Доброї країни" (англ. Good Country Index) вимірює, скільки кожна з 163 країн у цьому списку робить добра для планети та людського роду за допомогою своєї політики та поведінки.

## Загальний рейтинг 2018 року (версія 1.3)
| Позиція станом на 2018 | Країна               |
| ---------------------- | -------------------- |
| 1                      | Фінляндія            |
| 2                      | Нідерланди           |
| 3                      | Ірландія             |
| 4                      | Швеція               |
| 5                      | Німеччина            |
| 6                      | Данія                |
| 7                      | Швейцарія            |
| 8                      | Норвегія             |
| 9                      | Франція              |
| 10                     | Іспанія              |
| 11                     | Канада               |
| 12                     | Болгарія             |
| 13                     | Бельгія              |
| 14                     | Естонія              |
| 15                     | Велика Британія      |
| 16                     | Люксембург           |
| 17                     | Нова Зеландія        |
| 18                     | Австрія              |
| 19                     | Італія               |
| 20                     | Австралія            |
| 21                     | Латвія               |
| 22                     | Кіпр                 |
| 23                     | Сінгапур             |
| 24                     | Японія               |
| 25                     | Північна Македонія   |
| 26                     | Південна Корея       |
| 27                     | Молдова              |
| 28                     | Словаччина           |
| 29                     | Румунія              |
| 30                     | Португалія           |
| 31                     | Польща               |
| 32                     | Чехія                |
| 33                     | Словенія             |
| 34                     | Коста-Рика           |
| 35                     | Чилі                 |
| 36                     | Ісландія             |
| 37                     | Литва                |
| 38                     | Грузія               |
| 39                     | Угорщина             |
| 40                     | США                  |
| 41                     | Росія                |
| 42                     | Греція               |
| 43                     | Боснія і Герцеговина |
| 44                     | Маврикій’”           |
| 45                     | Малайзія             |
| 46                     | Індія’”HNDS!”        |
| 47                     | ПАР                  |
| 48                     | Уругвай’”            |
| 49                     | Вірменія             |
| 50                     | Албанія              |

## Опис
Індекс доброї країни — це складова статистика з 35 одиниць даних, здебільшого створених Організацією Об'єднаних Націй. Ці даних об'єднуються в систему, який дає загальну оцінку та рейтинг у семи категоріях: 
- Наука і технології
- Культура
- Міжнародний мир і безпека
- Світовий порядок
- Планета і клімат
- Процвітання та рівність
- Здоров’я та благополуччя

Концепцію та сам індекс розробив Саймон Анхольт. Індекс був побудований доктором Робертом Говерсом за підтримки кількох інших організацій.
Три найкращі країни у списку 2014 року — Ірландія, Фінляндія та Швейцарія. Дев'ять з 10 кращих країн у загальному рейтингу знаходяться у Західній Європі, у той час, як Канада очолює загальний рейтинг у Північній Америці. Останні три країни у списку — Ірак, Лівія та В'єтнам. 

## Критика
Рубрика "Daily Chart" журналу Economist ставить під сумнів справедливість деяких її результатів. Видання зазначає, що масштабування країн на основі ВВП віддає перевагу біднішим країнам і що інтерпретація певних параметрів є хибною, але також називає індекс "гідним пошуком, уявляючи, як країни можуть конкурувати, коли вони прагнуть служити іншим".

## Дивитися також
- Глобалізація
- Сталий розвиток
- Всесвітній звіт про щастя

## Зовнішні посилання
- Індекс хороших країн Загальний рейтинг
- Джерела даних для Індексу доброї країни [Архівовано 25 вересня 2020 у Wayback Machine.]
- Grgurich, John (30 червня 2014). U.S. Trails Belgium in Ranking of Global Good. Seriously?. The Fiscal Times. Архів оригіналу за 24 червня 2016. Процитовано 3 липня 2014.
- Macias, Amanda Marie and Skye Gould (1 липня 2014). Life More: Countries International Politics Environment These 30 Countries Contribute The Most Good To The World. Business Insider. Архів оригіналу за 4 березня 2016. Процитовано 3 липня 2014.
- Anholt, Simon (June 2014). Simon Anholt: Which country does the most good for the world?. TEDSalon Berlin. Архів оригіналу за 18 серпня 2016. Процитовано 3 липня 2014. \